# Catagramma aretas
Catagramma aretas är en fjärilsart som beskrevs av William Chapman Hewitson 1857. Catagramma aretas ingår i släktet Catagramma och familjen praktfjärilar. Inga underarter finns listade i Catalogue of Life.